# Torre Bormida
Torre Bormida är en ort och kommun i provinsen Cuneo i regionen Piemonte i Italien. Kommunen hade 171 invånare (2018).